# Kenyu Sugimoto
Kenyu Sugimoto (Prefectura d'Osaka, 18 de novembre de 1992) és un futbolista japonès.

## Selecció japonesa
Va formar part de l'equip olímpic japonès als Jocs Olímpics d'estiu de 2012.